# Peralvillo
Peralvillo es un municipio de la República Dominicana, que está situado en la provincia de Monte Plata.

## Localización
El municipio está ubicado a unos 7 kilómetros del municipio de Yamasá y cuenta con una vegetación muy diversa, compuesta principalmente de árboles frutales y una exuberante plantación de cacao.  

## Límites
Municipios limítrofes:
|               | Norte: Cotuí y Cevicos |                   |
| Oeste: Yamasá |                        | Este: Monte Plata |
|               | Sur: Yamasá            |                   |

## Distritos municipales
Está formado por el distrito municipal de:
| Nombre     | Código   |
| ---------- | -------- |
| Peralvillo | 09290501 |

## Historia
La fundación de lo que antes fuera la sección de Peralvillo data de los años 1601 al hacer su entrada a este territorio un español llamado VILLO, el cual se dedicaba a sembrar grandes plantaciones de pera. Según informaciones, los personajes que compartían acciones revolucionarias y de guerras civiles, tomaban como punto de referencia al “PERAL DE VILLO” para darse citas. Es de aquí de donde nace el nombre de Peralvillo. Otra posibilidad es que este señor fuera oriundo de un pueblo llamado Peralvillo en el Campo de Calatrava en la provincia de Ciudad Real en España.
De acuerdo a la reciente versión documentada por Dr. Ydal De Los Santos, se señala que conforme a la tradición oral, El Peral de Villo, originó el nombre de Peralvillo. Pero resulta que del análisis de la documentación existente se infiere, que el señor Villo nunca existió y mucho menos el aludido peral traído a cuentos durante siglos por el imaginario popular. De acuerdo con el censo de fecha de 2 de octubre del año 1606, ordenado por el capitán general y gobernador de la isla, Antonio Osorio que recoge la cantidad de lugares, vecinos, ingenios, estancias y hatos de la isla y de manera muy detallada todo lo concerniente a la región de lo que es hoy la provincia de Monte Plata, en donde se observa que solo existían hatos ganaderos, labranzas de casabe o yuca, maíz y de jengibre, produciéndose este último en grandes cantidades en las localidades Yamasá, Bayaguana, el Ozama, Savita y El Cacique; registrándose en dicho censo más de 50 productores que vendían sus cosechas de Jengibre para ser exportados hacia Portugal y España. En el inventario de Osorio, así como en otros documentos consultados de la época, no figura una sola estancia dedicada al cultivo de peras. El nombre de esta comunidad, Está estrechamente vinculado al antiguo Per-Arviello (personaje) de Ciudad Real, España, nombre con que era conocido aquel paraje hasta el 1306, año a partir del cual cambió su nombre por el de Peralvillo, (mencionado varios veces por Cervantes en su libro el Quijote de la Mancha). La primera mención documental conocida hasta ahora de este Peralvillo nuestro, data del 21 de marzo del año 1582 a propósito de una carta enviada por el visitador Rodrigo de Ribero a Su Majestad Felipe II, en la que da cuenta de la existencia de una hacienda de Jengibre llamada Peroalvillo, propiedad de Rodrigo Núñez Lobo, quien la había adquirido en dote del Cabildo de Santo Domingo, iniciando su labranza en el año de 1576 con un contingente de 80 esclavos, convirtiéndose Núñez Lobo junto a Rodrigo Peláez en uno de los principales productores y exportadores del rizoma (jengibre) en todo el continente. Años más tarde en 1586 reaparece
nuevamente el nombre de “Peralvillo, hacienda del señor Rodrigo Núñez Lobo” en una carta
firmada por los señores Rodrigo Cid Lobo, Osorio de Peralta, Juan Cartillo Barnuevo de fecha 14
de enero de ese mismo año en Peralvillo, alertando a las autoridades de Santiago de los Caballeros,
para que a su vez se comuniquen con La Habana, Nueva España y S. M. para dar noticias de la
invasión de Francis Drake a la Ciudad de Santo Domingo, hecho que convirtió a Peralvillo en
asiento provisional del Gobierno Colonial, por encontrarse allí, Cristóbal de Ovalle Gobernador de
la Isla, el Arzobispo Alonso López de Ávila, los Oydores de la Real Audiencia, el Cabildo y las
autoridades eclesiásticas. En este pueblo de Peralvillo fue donde se recolectaron parte de los 25,000 ducados que exigió Francis Drake para abandonar la ciudad de Santo Domingo. Pero quien fue
realmente este padre fundador de Peralvillo; La historia de la Conquista Española de América y el
Pacífico, nos cuenta que era un próspero comerciante con manejos políticos, nacido en Ecija, ciudad
española de la región de Sevilla y que era hijo de un hidalgo portugués llamado Francisco Núñez
Beja. En marzo del año 1586 fue nombrado por la Real Audiencia como Capitán General y
Gobernador de Cumana, Venezuela y es considerado como de los grandes conquistadores del nuevo
mundo, a Rodrigo Núñez Lobo se le atribuye la fundación de San Cristóbal de la Nueva Ecija,
Venezuela en el año de 1590. Fuentes: Relaciones Históricas de Santo Domingo, Rodríguez Demorizi; Desarrollo económico y cambio demográfico en La Española. Siglos XVI-XVII, Genaro Rodríguez MorelCartas del Cabildo de Santo Domingo en el siglo XVII. Genaro Rodríguez Morel.

## Economía
Peralvillo es reconocido principalmente por su producción de cacao orgánico, lo cual posiciona al municipio como uno de los mejores productores del país, y en segundo lugar la producción de diversos rubros agrícolas de ciclos cortos. En el ámbito comercial es muy activo, destacándose los almacenes, ferreterías y colmados otros.